# Francisco Patxot
Francisco Patxot Madoz (?, 1876 - Malaga, 1936) est un militaire espagnol. 
Après une carrière dans des unités combattantes aux Philippines et au Maroc, et une fonction de chef de la police indigène à Tanger, Patxot occupa des postes en métropole, et, promu général de brigade, se trouvait être commandant de la place de Malaga lorsqu’éclata le coup d’État de juillet 1936. Quoiqu’impliqué dans la conspiration anti-républicaine, son attitude irrésolue à la tête du soulèvement à Malaga fut l’une des causes — avec l’état de préparation des forces fidèles au gouvernement central et la défection de la Garde civile — de l’échec de l’insurrection militaire dans la ville de Malaga, laquelle resta donc aux mains de la République. À la suite d’un bombardement meurtrier de l’aviation nationaliste sur Malaga, la prison où Patxot avait été incarcéré après son arrestation fut prise d’assaut par une foule en colère qui, en guise de représailles, assassina  Patxot en même temps que plusieurs dizaines de ses codétenus.

## Biographie

### Premières années
En 1897, à l’issue de sa formation militaire à l’Académie d’infanterie de Tolède, où il s’était inscrit en 1895, Francisco Patxot reçut sa première affectation aux Philippines, d’où il fut rapatrié vers la métropole lorsque la présence espagnole dans l’archipel prit fin en 1899.
Un des résultats de la Conférence d'Algésiras de 1906 était la mise en place, dans les villes les plus importantes du Maroc, de tabors de police chérifienne, composés d’effectifs marocains et d’officiers espagnols et français, et placés sous la tutelle de la ville concernée. À Tanger fut établi un tabor urbain sous commandement espagnol (à côté duquel existait un autre tabor, hors de la ville, commandé par des Français). Patxot, promu entre-temps au grade de capitaine, fut nommé en 1907 chef de cette unité nouvellement créée,,. En mai 1911, il se vit octroyer la croix blanche de première classe du Mérite militaire et monta l’année suivante au rang de commandant. En 1916, il obtint le grade de lieutenant-colonel et en 1920 celui de colonel. Auparavant, en 1919, il avait été nommé par le roi Alphonse XIII gentilhomme de chambre avec exercice, titre en réalité presque purement honorifique. Le 8 septembre 1921, à la suite du désastre d’Anoual, Patxot fut désigné par le général Berenguer commandant en chef du Bureau de sauvetage des prisonniers (« Oficina de Rescate de los Prisioneros »), dont la mission était de négocier avec Abd el-Krim la libération des prisonniers espagnols restés aux mains du chef rebelle rifain, mais Patxot s'activa en vain.
En sa qualité de chef du tabor de police de Tanger, il participa en 1923 aux délibérations de la conférence chargée de définir le statut de Tanger comme ville internationale. Il quitta son poste en février 1924, puis, en octobre de la même année, assuma sa nouvelle fonction de commandant du régiment Wad-Ras no 50. Durant cette période, il collabora à la revue mensuelle Revista de Tropas Coloniales.
Nommé en 1926 — c’est-à-dire après le débarquement d'Al Hoceima — chef des Interventions militaires et des Forces khalifiennes (Fuerzas Jalifianas) de Ceuta et de Tétouan, Francisco Patxot avait pour mission d’accomplir des actions de pacification dans la zone occidentale du Protectorat pendant les ultimes phases de la guerre du Rif. En 1928, promu général de brigade, il reçut la grand-croix de l’Ordre de Saint-Herménégilde et alla occuper des postes de commandement tour à tour à Algésiras et à Madrid, avant d’être désigné le 31 juillet 1931, peu après l’instauration de la République, commandant de la 12e Brigade d’infanterie, stationnée à Pampelune. En janvier 1935, il fut placé à la tête de la 4e Brigade d’infanterie, laquelle appartenait à la Deuxième Division organique, et fut nommé commandant militaire de la place de Malaga.

### Guerre civile
En juillet 1936, Francisco Patxot prit le commandement de la 12e Brigade d’infanterie à Malaga. Impliqué dans la conspiration militaire, encore que peu convaincu, il prit part au soulèvement, décrétant l’état de guerre le 18 juillet en début d’après-midi, dès qu’il eut reçu les instructions en ce sens de la part de Queipo de Llano, et envoya ses troupes dans la rue, pour tenter de mettre la ville sous sa domination. En accord avec la directive de Mola relative au Maroc en date du 24 juin, Malaga devait accueillir l’une des deux colonnes projetées, celle composée de légionnaires et de Réguliers indigènes (supplétifs) de l’armée espagnole d’Afrique.
Cependant, les troupes d’infanterie commandées par Patxot et la Garde civile de Malaga, qui avait elle aussi choisi le camp nationaliste, eurent à faire face à l’opposition de la Garde d'assaut et des milices ouvrières. Les forces de Patxot ne furent pas en mesure de s’emparer du Gouvernement civil, défendu par des gardes d’assaut et par des miliciens de gauche. Certes, dès lors que les suspicions des derniers jours à propos d’un coup d’État prochain s’étaient muées en certitude, les forces loyales au gouvernement républicain avaient eu le loisir de s’organiser ; d’autre part toutefois, comme l’affirment certains historiens (notamment José Manuel Martínez Bande), l’indécision de Patxot fut propice à la riposte des forces populaires, qui réussirent à faire échec au coup d’État à Malaga. En outre, Patxot ne proclama l’état de guerre que dans l’après-midi du 18 juillet, alors que c’était dès la soirée du 17 qu’on avait eu connaissance du soulèvement. Le 19, à quatre heures du matin, au bout de plusieurs heures passées en mouvements de troupes, en fusillades, en tractations au sein du corps d’officiers etc., le général Patxot finit par donner ordre à ses troupes de retourner dans leurs casernes, sanctionnant ainsi la loyauté de la ville au gouvernement central,.
Lors de son procès, Patxot expliqua qu’il n’avait pas réussi à se mettre en contact avec Queipo de Llano. Une autre version très répandue, mais plus improbable, tient que Patxot reçut un coup de téléphone de Diego Martínez Barrio, qui venait d’être chargé de prendre la tête du gouvernement central. Selon cette version, Martínez Barrio aurait dit à Patxot que la rébellion avait été maîtrisée partout en Espagne et qu’il s’était mis en devoir de former un nouveau gouvernement qui se donnerait pour tâche de rétablir l’ordre dans le pays. Dans la décision prise par Francisco Patxot, la défection des forces de la Garde civile, qui s’étaient retirées peu auparavant, a certes pesé également. Dans la caserne dite des Capucins (Capuchinos), où ses troupes s’étaient retirées, le capitaine Huelín, qui détenait le commandement opérationnel du soulèvement, se présenta devant le général Patxot et le sermonna en ces termes : « Mon général, vous avez été trompé et lors même que le Mouvement aurait échoué dans toute l’Espagne, ainsi que vous l’assurez, nous autres n’aurions jamais dû nous donner pour vaincus. Si ce n’était que pour cela, nous aurions mieux fait de rester à la caserne », après quoi il arracha ses insignes et s’en retourna chez lui, où il fut appréhendé quelque temps après,. Patxot fut lui aussi mis en détention et conduit le 21 juillet sur le bateau à vapeur Delfín, qui se trouvait amarré dans le port de Malaga et qui allait faire office de navire-prison. Avec Francisco Patxot déjà à bord, le navire fut pris d’assaut par une foule et les détenus emmenés à terre, où des coups de feu furent tirés sur eux, blessant grièvement Patxot de quatre balles.
Sur ordre du ministre de la Guerre, daté du 16 août 1936, Francisco Patxot fut définitivement limogé de l’armée. Le 22 août 1936, la ville de Malaga subit un bombardement aérien, au cours duquel l’aviation nationaliste attaqua et détruisit les entrepôts de la CAMPSA, mais provoqua dans le même temps nombre de victimes civiles, lorsque les bombes touchèrent un dépôt de charbon. Une foule éperdue d’indignation par le bombardement assaillit la prison et assassina 46 détenus de droite, dont aussi le général Patxot.

## Distinctions
- Croix blanche de première classe du Mérite militaire
- Grand-croix de l’Ordre de Saint-Herménégilde